# Diego Rigonato
Diego Rigonato Rodrigues, meglio noto come Diego Rigonato (Americana, 9 marzo 1988), è un ex calciatore brasiliano, di ruolo centrocampista.

## Caratteristiche tecniche
È un esterno sinistro.

## Carriera
Cresciuto nel San Paolo, nel 2006 viene acquistato dalla squadra ungherese dell'Honvéd con cui gioca in massima serie e debutta nelle competizioni internazionali per club giocando 3 partite in Coppa UEFA nel 2007-2008 e 2 partite in Intertoto nell'annata successiva.
Nel 2010 si trasferisce nella squadra francese del Tours con cui gioca 64 partite in due stagioni più la primissima parte dell'annata 2012-2013. Il 28 agosto 2012 passa allo Stade Reims, chiudendo la stagione con 29 presenze in Ligue 1.
Il 1º di luglio del 2018 passa alla società emiratina dell'Al Dhafra.
Dopo solamente un anno, il 25 luglio 2019 si trasferisce in Messico, nel Toluca.

## Statistiche

### Presenze e reti nei club
Statistiche aggiornate al 1º gennaio 2024.
| Stagione           | Squadra            | Campionato         | Campionato | Campionato | Coppe nazionali | Coppe nazionali | Coppe nazionali | Coppe continentali | Coppe continentali | Coppe continentali | Altre coppe | Altre coppe | Altre coppe | Totale | Totale |
| Stagione           | Squadra            | Comp               | Pres       | Reti       | Comp            | Pres            | Reti            | Comp               | Pres               | Reti               | Comp        | Pres        | Reti        | Pres   | Reti   |
| ------------------ | ------------------ | ------------------ | ---------- | ---------- | --------------- | --------------- | --------------- | ------------------ | ------------------ | ------------------ | ----------- | ----------- | ----------- | ------ | ------ |
| 2006-2007          | Honvéd             | NBI                | 11         | 1          | MK              | 0               | 0               |                    | -                  | -                  |             | -           | -           | 11     | 1      |
| 2007-2008          | Honvéd             | NBI                | 19         | 2          | MK+MKL          | 5+6             | 1+0             | CU                 | 3                  | 0                  | MS          | 2           | 0           | 33     | 3      |
| 2008-2009          | Honvéd             | NBI                | 25         | 5          | MK+MLK          | 4+8             | 0+2             | Int.               | 2                  | 0                  | -           | -           | -           | 39     | 7      |
| 2009-2010          | Honvéd             | NBI                | 21         | 4          | MK+MLK          | 6+2             | 2+0             | UEL                | 0                  | 0                  | MS          | 1           | 0           | 30     | 6      |
| Totale Honvéd      | Totale Honvéd      | Totale Honvéd      | 76         | 12         |                 | 31              | 5               |                    | 5                  | 0                  |             | 3           | 0           | 115    | 17     |
| 2010-2011          | Tours              | L2                 | 27         | 4          | CF+CdL          | 0+0             | 0+0             |                    | -                  | -                  |             | -           | -           | 27     | 4      |
| 2011-2012          | Tours              | L2                 | 32         | 9          | CF+CdL          | 3+2             | 1+0             |                    | -                  | -                  |             | -           | -           | 37     | 10     |
| lug.-ago. 2012     | Tours              | L2                 | 5          | 0          | CF+CdL          | -+1             | -+0             |                    | -                  | -                  |             | -           | -           | 6      | 0      |
| Totale Tours       | Totale Tours       | Totale Tours       | 64         | 13         |                 | 6               | 1               |                    | -                  | -                  |             | -           | -           | 70     | 14     |
| ago. 2012-2013     | Stade Reims        | L1                 | 29         | 4          | CF+CdL          | 1+0             | 0+0             | -                  | -                  | -                  | -           | -           | -           | 30     | 4      |
| 2013-2014          | Stade Reims        | L1                 | 7          | 1          | CF+CdL          | -               | -               | -                  | -                  | -                  | -           | -           | -           | 7      | 1      |
| 2014-2015          | Stade Reims        | L1                 | 31         | 5          | CF+CdL          | 1+1             | 1+0             | -                  | -                  | -                  | -           | -           | -           | 33     | 6      |
| 2015-2016          | Stade Reims        | L1                 | 23         | 3          | CF+CdL          | 1+1             | 0+0             | -                  | -                  | -                  | -           | -           | -           | 25     | 3      |
| 2016-2017          | Stade Reims        | L2                 | 32         | 4          | CF+CdL          | 0+0             | 0+0             | -                  | -                  | -                  | -           | -           | -           | 32     | 4      |
| 2017-2018          | Stade Reims        | L2                 | 34         | 9          | CF+CdL          | 0+1             | 0+0             | -                  | -                  | -                  | -           | -           | -           | 35     | 9      |
| Totale Stade Reims | Totale Stade Reims | Totale Stade Reims | 156        | 26         |                 | 6               | 1               |                    | -                  | -                  |             | -           | -           | 162    | 27     |
| 2018-2019          | Al Dhafra          | PL                 | 18         | 3          | CEA+CdL         | 0+0             | 0               | -                  | -                  | -                  | -           | -           | -           | 18     | 3      |
| 2019-2020          | Toluca             | LMX                | 13         | 0          | CM              | 6               | 1               | -                  | -                  | -                  | -           | -           | -           | 19     | 1      |
| 2020-2021          | Toluca             | LMX                | 19         | 1          | CM              | 0               | 0               | -                  | -                  | -                  | -           | -           | -           | 19     | 1      |
| 2021-2022          | Toluca             | LMX                | 21         | 2          | CM              | 0               | 0               | -                  | -                  | -                  | -           | -           | -           | 21     | 2      |
| Totale Toluca      | Totale Toluca      | Totale Toluca      | 53         | 3          |                 | 6               | 1               |                    | -                  | -                  |             | -           | -           | 59     | 4      |
| 2022               | Ceará              | PD/CE+A            | 0+7        | 0          | CB+CN           | 0+0             | 0               | CL                 | 1                  | 0                  | -           | -           | -           | 8      | 0      |
| Totale carriera    | Totale carriera    | Totale carriera    | 374        | 57         |                 | 49              | 8               |                    | 6                  | 0                  |             | 3           | 0           | 432    | 65     |

## Palmarès

### Club

#### Competizioni nazionali
- Coppa d'Ungheria: 1

Honvéd: 2008-2009
- Ligue 2: 1

Stade Reims: 2017-2018

### Individuale
- Miglior giocatore della Ligue 2: 1

2017-2018